# كنمور
كَنمُور هي مدينة في البرتة في كندا تقع على بعد نحو 81 كيلومتر (50 ميل) غرب كَلغاري بالقرب من الحدود الجنوبية الشرقية لحديقة بَنف الوطنية. يقع في وادي بو داخل جبال صخور البرتة. تشترك المدينة في حدود مع مقاطعة كَنَنَسْكِس من الغرب والجنوب ومقاطعة بلدية بِجهُرن رقم 8 إلى الشمال والشرق. يبلغ عدد سكانها 14،798 في عام 2020 ، كانمور هي تاسع أكبر المدن في البرتة.